# Jacek Szczot
Jacek Andrzej Szczot (ur. 31 stycznia 1965 w Poznaniu) – polski prawnik, polityk, samorządowiec i nauczyciel akademicki, doktor nauk prawnych, poseł na Sejm III kadencji, w latach 2000–2001 sekretarz stanu w Ministerstwie Rozwoju Regionalnego i Budownictwa, w 2007 podsekretarz stanu w Ministerstwie Rozwoju Regionalnego, dyrektor Instytutu Elektrotechniki.

## Życiorys
Ukończył w 1990 studia na Wydziale Prawa Kanonicznego i Świeckiego Katolickiego Uniwersytetu Lubelskiego. W 2005 uzyskał stopień doktora nauk prawnych na podstawie pracy pt. Równość w dostępie do zatrudnienia w urzędach administracji publicznej. Pracował w urzędzie miejskim w Lublinie, w 1992 został zatrudniony jako pracownik naukowy w Katedrze Prawa Pracy i Ubezpieczeń Społecznych KUL. W 2003 objął stanowisko adiunkta w Katedrze Nauki Administracji, został też wykładowcą w Wyższej Szkole Kadr Menedżerskich w Koninie. Opublikował monografię Urlopy. Komentarz (2006) oraz kilka artykułów naukowych.
W latach 1994–1998 zasiadał w lubelskiej radzie miejskiej. W latach 1997–2001 sprawował mandat posła III kadencji uzyskany z listy Akcji Wyborczej Solidarność. W rządzie Jerzego Buzka od 2000 do 2001 pełnił funkcję sekretarza stanu w Ministerstwie Rozwoju Regionalnego i Budownictwa. W 2001 nie uzyskał reelekcji z ramienia AWSP. Od 2005 do 2007 kierował radą nadzorczą MPK Lublin. Od sierpnia do listopada 2007 zajmował stanowisko podsekretarza stanu w Ministerstwie Rozwoju Regionalnego.
Przez kilkanaście lat należał do Zjednoczenia Chrześcijańsko-Narodowego, był m.in. prezesem tej partii. Został także wiceprzewodniczącym rady naczelnej Chrześcijańskiego Ruchu Samorządowego. W kwietniu 2007 wszedł w skład rady politycznej Ligi Polskich Rodzin. W przedterminowych wyborach parlamentarnych w tym samym roku bez powodzenia kandydował do Sejmu jako bezpartyjny z listy Prawa i Sprawiedliwości. Po ponownej rejestracji ZChN objął w tym ugrupowaniu w marcu 2009 funkcję przewodniczącego rady naczelnej. W styczniu 2010 ZChN zostało ostatecznie wyrejestrowane. W listopadzie 2017 Jacek Szczot wraz z ChRS współtworzył partię Porozumienie, zasiadając w jej zarządzie krajowym. W wyborach samorządowych w 2018 bez powodzenia startował do sejmiku lubelskiego jako kandydat tej partii z listy PiS. Był też dyrektorem Instytutu Elektrotechniki. W 2021 zrezygnował z członkostwa w Porozumieniu. W październiku 2023 objął zwolniony mandat w sejmiku VI kadencji, zostając radnym niezrzeszonym.
W 2008 przedstawiono mu zarzuty popełnienia oszustw w związku z pobieraniem bonów paliwowych. W lutym 2012 został za to nieprawomocnie skazany na karę roku pozbawienia wolności z warunkowym zawieszeniem na dwuletni okres próby oraz na 10 tys. zł grzywny. Wyrok ten na skutek apelacji został uchylony, a sprawa przekazana do ponownego rozpoznania. W 2016 Jacek Szczot został prawomocnie uniewinniony od popełnienia zarzucanych mu czynów.